# Darewo (obwód witebski)
Darewo (biał. Даравое; ros. Даровое) – wieś na Białorusi, w obwodzie witebskim, w rejonie postawskim, w sielsowiecie Wołki.

## Historia
W czasach zaborów wieś i folwark w gminie Zareże, w powiecie wilejskim w guberni wileńskiej Imperium Rosyjskiego.
W dwudziestoleciu międzywojennym wieś, kolonia i majątek leżały w Polsce, w województwie wileńskim, w powiecie duniłowickim (od 1926 postawskim), w gminie Norzyca.
Według Powszechnego Spisu Ludności z 1921 roku zamieszkiwało:
- wieś –  133 osoby, 125 było wyznania rzymskokatolickiego a 8 mojżeszowego. Jednocześnie wszyscy mieszkańcy zadeklarowali polską przynależność narodową. Były tu 33 budynki mieszkalne[2]. W 1931 w 36 domach zamieszkiwało 193 osoby[3].
- majątek – 31 osób, 16 było wyznania rzymskokatolickiego a 1 prawosławnego. Jednocześnie wszyscy mieszkańcy zadeklarowali polską przynależność narodową. Było tu 5 budynków mieszkalnych[2]. w 1931 w 4 domach zamieszkiwało 43 osoby[3].
- kolonię – w 1931 w 2 domach zamieszkiwało 10 osób[3].

Wierni należeli do parafii rzymskokatolickiej w Duniłowiczach. Miejscowość podlegała pod Sąd Grodzki w Duniłowiczach i Okręgowy w Wilnie; właściwy urząd pocztowy mieścił się w Łasicy.
W 1938 roku miejscowości należały do gromady Darewo gminy Norzyca.
Po agresji ZSRR na Polskę w 1939 roku miejscowości znalazły się w granicach BSRR. W latach 1941–1944 były pod okupacją niemiecką. Następnie leżały w BSRR. Od 1991 roku w Republice Białorusi.